# Wilhelm Strecker (General)
Wilhelm Strecker (* 13. Dezember 1890 in Wiener Neustadt; † 1955 in Mödling) war ein österreichisch-deutscher Offizier, zuletzt Generalmajor im Zweiten Weltkrieg.

## Leben
Oberstleutnant Wilhelm Strecker war von der Aufstellung am 26. August 1939 bis zum 31. Oktober 1940 Kommandeur der III. Abteilung des Artillerie-Regiments 156, anschließend als Oberst bis zum 10. Januar 1943 Kommandeur des gesamten Regiments. In dieser Funktion verantwortete Strecker die am 15. November 1941 erfolgte Erschießung von 128 Zivilisten und 60 Kindern als Vergeltungsmaßnahme im Dorf Chozum durch die I. Abteilung des Artillerieregiments 156 mit, wobei es sich ohne Zweifel um ein Kriegsverbrechen handelte.
Das Deutsche Kreuz in Gold wurde ihm am 29. Januar 1942 als Kommandeur des Artillerie-Regiments 156 verliehen.
Vom 10. Januar 1943 bis Dezember 1944 war er Artilleriekommandeur 122 (Arko 122). Sein letztes Kommando war das als Höherer Artilleriekommandeur 317 (HArko 317). In dieser Funktion wurde Strecker am 30. Januar 1945 zum Generalmajor befördert.